# Unterkeil
Unterkeil (oberfränkisch: Di Seifeadn) ist ein Gemeindeteil der Gemeinde Neudrossenfeld im Landkreis Kulmbach (Oberfranken, Bayern). Unterkeil liegt in der Gemarkung Pechgraben.

## Geographie
Bei der Einöde liegt eine der Quellen des Pechgrabens. Ein Anliegerweg führt nach Pechgraben (0,2 km nordwestlich).

## Geschichte
Der Ort wurde 1531 als „Keil“ erstmals urkundlich erwähnt. 1752 kam es erstmals zu einer Unterscheidung zwischen „obere“ und „untere Keil“. Benannt wurde der Ort nach der keilartigen Form des Flurgrundstücks.
Unterkeil gehörte zur Realgemeinde Untergräfenthal. Gegen Ende des 18. Jahrhunderts bestand Unterkeil aus einem Anwesen. Das Hochgericht übte das bayreuthische Stadtvogteiamt Kulmbach aus. Das Kastenamt Kulmbach war Grundherr des Anwesens.
Von 1797 bis 1810 unterstand der Ort dem Justiz- und Kammeramt Kulmbach. Mit dem Gemeindeedikt wurde Unterkeil dem 1811 gebildeten Steuerdistrikt Neudrossenfeld und der 1812 gebildeten gleichnamigen Ruralgemeinde zugewiesen. Mit dem Zweiten Gemeindeedikt (1818) wurde der Ort in neu gebildeten Ruralgemeinde Pechgraben umgegliedert. Am 1. Januar 1975 wurde Unterkeil im Zuge der Gebietsreform in Bayern nach Neudrossenfeld eingegliedert.

### Einwohnerentwicklung
| Jahr      | 001818 | 001861 | 001871 | 001885 | 001900 | 001925 | 001950 | 001961 | 001970 | 001987 |
| Einwohner | *      | 4      | †      | †      | 5      | 9      | 7      | 5      | 8      | 0      |
| Häuser    | *      |        |        | †      | 1      | 1      | 1      | 1      |        | 1      |
| Quelle    | [ 8 ]  | [ 11 ] | [ 12 ] | [ 13 ] | [ 14 ] | [ 15 ] | [ 16 ] | [ 17 ] | [ 18 ] | [ 1 ]  |

## Religion
Unterkeil ist evangelisch-lutherisch geprägt und nach Neudrossenfeld gepfarrt.